# 鄭文輝
鄭文輝（英語：Cheng Man Fai，1975年8月27日—），綽號甜筒輝，香港演員及漫畫家。曾加入星輝海外有限公司及永盛娛樂製作，多次參與周星馳的電影創作，現於香港出版商跨傳媒（Cross Media）工作。

## 背景
鄭文輝早年在九龍深水埗區舊樓成長，是家中獨生子，父親是地盤燒焊工人。中學階段移居沙田禾輋邨，但在深水埗入讀中學，讀書成績不錯。他就讀長沙灣天主教英文中學（中一至中五）及沙田培英中學（中六至中七，因香港中學會考成績未達到前者取錄門檻而轉讀）。預科時期明白了香港教育著重考試模式，於是把自己訓練成為應試專才，成績突飛猛進。最終在香港高級程度會考中考獲1A（物理）2B（應用數學及純粹數學）的優異成績。為了突破自己，他不選擇入讀理科學系，反而故意選讀香港大學的文科學系。後來以二級榮譽畢業於社會科學學院社會學系。
大學畢業後，他計劃應徵無綫電視助理編導崗位，因認為《勁歌金曲》的歌曲榜造假，想出手更改。雖然他被聘用，最後決定於滙豐銀行任職電腦繪圖員，為時5年半。同期在覺得這不是他追求的前景的情況下，他到大一設計學院進修。然而又覺得設計行業不適合自己，適逢永盛電影公司編導班招收學員，他遂前往報讀，獲向華勝取錄為三十多位學員的其中一位。原以為畢業便被電影公司聘用為編劇，電影公司一方卻沒有聘用任何畢業學員。當年剛辭去銀行職業的鄭文輝唯有另覓工作，從事政府機構文字編輯職位。1995年獲李力持賞識跟隨他學習當場記或副導演，演員李健仁同時給予當幕後的指導。往後一直於星輝海外有限公司負責電影場務，1990年代末起在永盛娛樂工作室（中國星集團）任職。
1999年，他參加過周星馳與香港商業電台合辦之「喜劇之王訓練班」。當導演谷德昭得知有線電視招聘創作人時，隨即推介予鄭文輝。鄭文輝前去應徵，晚間在有線電視娛樂台任兼職創作總監，曾監製《衰仔樂園》（South Park）及《飛出個未來》（Futurama）的香港版製作。未幾其有線電視同事離職，並引薦他到《蘋果日報》任全職副刊編輯，晚上則在有線電視跟進其他節目製作。及至2000年代初，《Teens》雜誌刊登了他編劇的漫畫作品。礙於存在利益衝突，他辭去報社副刊編輯一職，任職投身創作《爆笑王》系列漫畫，為期10年。期間基於不想接觸電影事務而退居幕後，較少出現於幕前。2014年，他獲一位有線電視前台長兼舊同事介紹轉職網絡媒體編輯，負責為客戶編寫網上廣告劇以宣傳商業產品，2017年離職。同年，即2014年在YouTube開設個人頻道，拍攝短片作品，且參加過「香港最強 CREATOR新秀戰 2014」影片比賽。
2016年，碰巧李健仁與苑瓊丹正參與拍攝中國中央電視台的遊戲節目《全家好拍檔》，二人應電視台搜羅綠葉演員參與的契機，把鄭推介予電視台。自此，鄭文輝開拓其中國內地市場。2018年，他與大學同學為《香港商報》撰寫財經專欄「股壇孖寶兄弟」，亦擔任長盛電影製作總監。2010年代末嘗試執導驚嚇喜劇電影，還於投資中國內地網劇市場。2019年簽約北京東天映影視文化，繼續發展內地市場。

## 其他資料
甜筒輝這個綽號源自1990年代的一句粵語粗口語句「XX懵懵食甜筒」。當時他為李力持執導的電影《十兄弟》當場記時，由於工作經常有錯漏而被副導演責罵，結果對方為他取了這個花名。在《喜劇之王》中，鄭所飾演的角色一邊吃冰淇淋，一邊向黑社會大哥（李兆基飾）收保護費。這幕戲最終成為該電影的經典之一，鄭文輝也將角色的名字變為筆名，沿用至今。

## 個人生活
鄭文輝於2008年結婚，婚後與妻子育有一子一女。

## 演出作品
*以下列表只記錄鄭文輝演出過的劇集作品，若有遺漏，請協助補充相關資料。

### 電影
- 1995年 賭俠 飾 食神
- 1996年 大內密探零零發 飾 刀手剪影人[註 4]
- 1996年 食神 飾 Richard/Benbry
- 1997年 求戀期
- 1997年 愛您愛到殺死你
- 1998年 行運一條龍 飾 輝仔
- 1998年 野獸刑警
- 1998年 新戀愛世紀
- 1998年 P.R. Girls青春援助交際
- 1999年 喜劇之王 飾 甜筒輝
- 2004年 大阪撻一餐
- 2005年 龍咁威II之皇母娘娘呢？ 飾 警訊導演
- 2009年 家有喜事2009
- 2012年 男人如衣服
- 2015年 男極探射燈
- 2015年 吉星高照2015 飾 導演
- 2015年 神秘寶藏
- 2016年 惡人谷 飾 街渡被罵男子
- 2016年 江湖悲劇
- 2017年 英雄風雲之五虎聯盟
- 2018年 旺角老炮闖東北
- 2020年 笑傲神探 飾 甜筒輝

## 執導作品
- 2020年 食人狂魔

## 編劇作品
- 1995年 十兄弟
- 1997年 誤人子弟
- 1998年 行運一條龍
- 1998年 P.R. Girls青春援助交際
- 1999年 喜劇之王

## 其他參與作品
副導演
- 1996年 食神
- 1997年 求戀期
- 1997年 誤人子弟
- 1998年 行運一條龍

場記
- 1996年 洪興仔之江湖大風暴

漫畫、週刊監製
- 《爆笑王》
- 《撚人王》
- 《校園撚人王》
- 《Punch》

## 參與節目
演出
- 2016年 全家好拍檔（中國中央電視台）
- 2017年 街頭派錢黨（ViuTV）

嘉賓
- 2016年 娛樂熱辣辣．絕密真相（有線電視）
- 2020年 導亦有道（澳視）

## 廣告
- 2014年 中國聯通
- 2015年 藍妹啤酒
- 2016年 黑人牙膏

## 外部連結
- 鄭文輝的Facebook專頁
- 鄭文輝的Instagram帳戶
- .   [2018-12-26]. （原始内容存档于2010-10-29） （中文（繁體））.